# Igreja Matriz de Porches
A Igreja Matriz de Porches, também conhecida como Igreja de Nossa Senhora da Encarnação, é uma igreja situada na freguesia de Porches, Município de Lagoa, na região e província histórica do Algarve, em Portugal.
Erguida no século XVI, a Igreja Matriz de Porches tem, hoje em dia, poucos elementos dos seus traços primitivos. Do antigo templo, arruinado pelo terramoto de 1755, resta apenas a Capela-Mor, incorporada no templo actual, e que foi alvo de remodelações em 1882.
Exteriormente esta é uma bela peça de arquitectura religiosa, apresentando uma fachada sóbria voltada a Poente. No interior, são dignos de menção a Capela-Mor, dedicada a Nossa Senhora da Encarnação, com uma abóbada de nervuras revestida a magníficos azulejos do século XVIII e o retábulo do altar-mor em talha dourada onde figuram imagens do século XVIII.

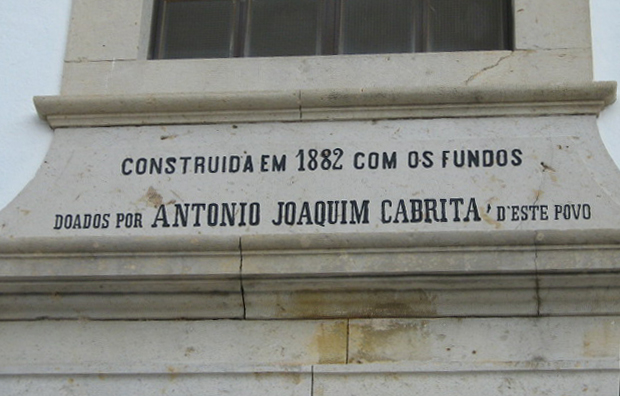
Inscrição.